# Station Kitahama
Station Kitahama (北浜駅, Kitahama-eki) is een metro- en treinstation in de wijk Chūō-ku in de Japanse stad Osaka. Het wordt aangedaan door de Keihan-lijn (trein) en de Sakaisuji-lijn (metro). De lijnen lopen evenwijdig aan elkaar, waardoor de stations haaks op elkaar staan. Het station grenst aan het station Yodoyabashi, dat het beginstation van de Keihan-lijn is.

## Lijnen

### Keihan-lijn
| 1 | ■Keihan-lijn | richting Hirakatashi, Chūshojima, Sanjō and Demachiyanagi |
| 2 | ■Keihan-lijn | richting Yodoyabashi                                      |

### Sakaisuji-lijn(stationsnummer K14)
| 1 | ■Sakaisuji-lijn | richting Nippombashi, Dobutsuen-mae en Tengachaya |
| 2 | ■Sakaisuji-lijn | richting Tenjimbashisuji Rokuchōme en Kita-Senri  |

## Geschiedenis
In 1963 verscheen het eerste station aan de Keihan-lijn. Het metrostation werd geopend in december 1969 en na een reeks verbouwingen in de jaren ’80 kreeg het station in 1993 haar huidige vorm.

## Stationsomgeving
Het station ligt aan de Yodo-rivier, in het hart van het financiële centrum van Osaka. Daarnaast zijn er rondom het station enkele farmaceutische bedrijven en groothandels gevestigd.
- Station Naniwabashi aan de Nakanoshima-lijn
- Nakanoshima-park
- The Kitahama (woontoren)
- Effectenbeurs van Osaka
- Museum van oriëntaalse keramiek
- Brighton Hotel Kitahama
- Hoofdkantoor van Capcom
- MOS Burger

Tenjimbashisuji Rokuchōme · Ōgimachi · Minami-Morimachi · Kitahama · Sakaisuji-Hommachi · Nagahoribashi ·  Nippombashi · Ebisuchō · Dōbutsuen-mae · Tengachaya